# 浸泡 (性行为)

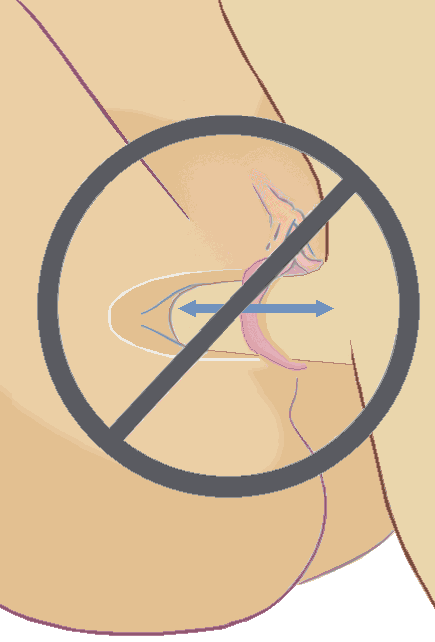
一張有關「浸泡」的圖像：陰莖只能插入陰道而不動，男方不可以主動的抽插。

浸泡，也称为“腌漬”或“漂”， 是一種插入式性行為，指将阴茎插入阴道後，雙方不主動製造摩擦，性交過程中沒有使用臀部推力。
在進行「浸泡」時，可能会搭配“跳床”（jump hump）：即一对男女躺在床上插入时，讓另外的第三者在床上不斷跳動或躺在床下踢動床板，使床產生晃動，該對男女便能被動的產生摩擦。

## 新聞
根據報道，摩爾門教的未婚教徒會透過浸泡規避教會設下的規定——禁止婚前性行為。
在摩爾門教中，婚前性行為被認為有罪。

## 另外参见
- 保留性交
- 处女